# 克里夫兰氏菌属
克里夫兰氏菌属为螺旋体科的一属细菌。该属的模式种为白蚁网样克里夫兰氏菌（Clevelandina reticulitermitidis）。

## 下属物种
- 白蚁网样克里夫兰氏菌 Clevelandina reticulitermitidis Bermudes et al. 1988